# A.C. Chievo Verona
A.C. Chievo Verona je italijanski nogometni klub, imenovan po manjšem predmestju Verone. Klub je bil ustanovljen leta 1929, trenutno pa nastopa v Serie B.
Svoje domače tekme Chievo igra na stadionu Marcantonio Bentegodi, ki je domače igrišče tudi za njihove mestne tekmece, ekipo Hellas Verone. Stadion sprejme 42.160 gledalcev.

## Zanimivosti
Svoj zanimiv vzdevek I Mussi Volanti ("Leteči Osli") je klub dobil predvsem zaradi navijačev Hellas Verone, kateri so se norčevali iz Chieva. Trdili so, da bodo prej leteli osli, kot pa da bo Chievo nastopal v Serie A. Dolgo časa je bila situacija ravno obratna, aktualno pa Chievo po sezoni 2018/19 igra v Serie B, Hellas Verona pa v Serie A.
Za Chievo sta igrala tudi slovenska reprezentanta, Boštjan Cesar in Valter Birsa.

## Nekdanji znani igralci
- Amauri 2003/04-2005/06, napad, 90 tekem-17 golov
- Oliver Bierhoff 2002/03, napad, 26 tekem-7 golov
- Andrea Barzagli 2003/04, obramba, 29 tekem-3 goli
- Stefano Fiore 1996/97, sredina, 38 tekem-2 gola
- Nicola Legrottaglie 1998-2003, obramba, 66 tekem-6 golov
- Simone Perrotta 2001-2004, sredina, 95 tekem-6 golov
- Boštjan Cesar 2010-2020, obramba, 236 tekem-7 golov
- Valter Birsa 2015-2019, sredina, 122 tekem-18 golov

## Nekdanji trenerji
- Alberto Malesani (1995-97)
- Domenico Caso (1998-00)
- Luigi Delneri (2000-04)
- Mario Beretta (2004-05)
- Giuseppe Pillon (2005-06)
- Luigi Delneri (2006-07)
- Giuseppe Iachini (2007-08)
- Domenico Di Carlo (2008-10)

## Uspehi
- Serie D: 1 (1985/86)
- Serie C2: 1 (1988/89)
- Serie C1: 1 (1993/94)
- Serie B: 1 (2007/08)